# (1783) Albitskij
(1783) Albitskij est un astéroïde de la ceinture principale.

## Description
(1783) Albitskij est un astéroïde de la ceinture principale. Il fut découvert le 24 mars 1935 à Simeis par Grigori Néouïmine. Il présente une orbite caractérisée par un demi-grand axe de 2,66 UA, une excentricité de 0,13 et une inclinaison de 11,5° par rapport à l'écliptique.

## Nom
(1783) Albitskij a été nommé en mémoire de Vladimir Albitski (1891-1952) astronome russe qui travailla à l'observatoire de Simeïz et qui a découvert 10 astéroïdes. En effet, la citation de nommage indique :

« Nommé en mémoire de Vladimir Aleksandrovich Albitskij (1891-1952), responsable du département Simeis de l'observatoire de Poulkovo à partir de 1934. Il a découvert dix planètes mineures numérotées et est bien connu pour ses recherches sur les vitesses radiales et les étoiles variables. »

— Minor Planet Circular 5357

## Compléments